# Минамисацума
Минамисацума (яп. 南さつま市 Минамисацума-си) — город в Японии, находящийся в префектуре Кагосима. Площадь города составляет 283,37 км², население — 36 090 человек (1 августа 2014), плотность населения — 127,36 чел./км².

## Географическое положение
Город расположен на острове Кюсю в префектуре Кагосима региона Кюсю. С ним граничат города Кагосима, Макурадзаки, Хиоки, Минамикюсю.

## Население
Население города составляет 36 090 человек (1 августа 2014), а плотность — 127,36 чел./км². Изменение численности населения с 1980 по 2005 годы:
| 1980 | 52 604 чел. |  |
| 1985 | 50 871 чел. |  |
| 1990 | 48 113 чел. |  |
| 1995 | 45 845 чел. |  |
| 2000 | 43 979 чел. |  |
| 2005 | 41 677 чел. |  |

## Символика
Деревом города считается подокарп крупнолистный, цветком — Farfugium japonicum.